# Швейцарія (село)
Швейцарія (лит. Šveicarija) — село в Йонавському районі Каунаського повіту в центральній Литві. За даними перепису населення 2011 року у селі проживали 812 осіб. Назва села в перекладі з литовської означає «Швейцарія».
У селі є початкова школа, бібліотека, пошта (поштовий індекс 55041), каплиця, спортивний комплекс, дитячий садок, будинок культури.